# Keith Hitchins
Keith Hitchins (n. 2 aprilie 1931, Schenectady, New York, SUA – d. 1 noiembrie 2020, Urbana, Illinois, SUA) a fost un istoric american, membru de onoare al Academiei Române (din 1991) și doctor honoris causa al universităților din Cluj-Napoca (din 1991), Sibiu (din 1993), Alba Iulia (din 2001), Târgu Mureș (2005), Timișoara (din 2008) și Iași (din 2008).

## Activitate științifică
A venit în România în anul 1961 în urma unui acord bilateral semnat în 1960 de SUA și România privind schimburile culturale. La început se afla în țară pentru stagii de documentare și pentru perfecționarea limbii române, profesorul încercând într-un prim-pas să facă ordine în disputa politică și istorică româno-maghiară referitoare la Transilvania și la problemele dintre diferitele ei comunități și confesiuni. Se documentează, după 1960, despre România pentru a realiza The Rumanian National Movement in Transylvania, 1780–1849.
Acesta a fost urmărit de Securitate până la Revoluția Română din 1989, atribuindu-se numele de cod de urmărit „Eldorado”. Din publicațiile Consiliului Național pentru Studierea Arhivelor Securității reiese că pe urmele sale a fost trimisă sursa „Brândușa”, nume conspirativ sub care era identificat istoricul clujean Ștefan Pascu. Pe aceeași linie, ce ținea de contraspionaj, informatorul „a fost folosit în scopul contactării diferitelor persoane străine ce au făcut parte din delegațiile unor state apusene venite cu diverse preocupări în țara noastră”.
Prima carte a acestuia, apărută în 1969 la Harvard University Press, s-a intitulat „Rumanian National Movement in Transylvania, 1780-1849”. A mai publicat volumele „The Romanians, 1774-1866” (Oxford University Press, 1996) și „Romania, 1866-1947” (Oxford University Press, 1994).
Alături de Mihai Bărbulescu, Șerban Papacostea, Pompiliu Teodor și Dennis Deletant a publicat o „Istorie a României”, scrisă după 1989.
A publicat la Oxford University Press o istorie a românilor, în două volume. Un al treilea volum despre perioada comunistă a rămas neterminat. Hitchins a știut 18 limbi străine, care acoperă întreg spațiul Europei Centrale și al Balcanilor până în Caucaz.
A fost profesor de istorie la Universitatea Illinois, cu specialitatea România și Europa de Sud-Est.
Lui Keith Hitchins i-a fost acordat în 1991, la Universitatea din Cluj, titlul de Doctor Honoris Causa, prilej cu care Pompiliu Teodor i-a dedicat un articol elogios în ziarul Tribuna, nr. 23 din 1991. În articol, Pompiliu Teodor a remarcat evenimentele importante pe care Keith Hitchins le-a surprins în cele două volume dedicate istoriei românilor, cele două mari conflagrații, cele două regimuri autoritare, progresele științifice și tehnici, prăbușirea regimurilor autoritare și scrierile care fac referință la istoriografia secolului al XX-lea. Mai apoi, Pompiliu Teodor aduce mulțumiri istoricului străin care a ales să scrie despre România și să ofere cunoașterea trecutului unei noi generații.  
Keith Hitchins a făcut parte din prima generație de cercetători americani care s-au atașat grupul de studii Group for Central European History în 1957 pentru promovarea studiilor de istoria monarhiei habsburgice. Astfel, cercetările sale personale au contribuit la constituirea unei noi imagini despre istoria central-europeană în lucrările cu referință la istoria Transilvaniei (The Rumanian National Movement in Transylvania, 1780-1848), studii și articole despre iluminismul, romantismul, liberalismul românilor din Transilvania. Lucrările sale au vizat perioada restaurației, postiluminismului, romantismului, liberalismului istoric, cristalizarea naționalismului românesc și etapele conștiinței colective până la momentul 1848. Keith Hitchins a ales să investigheze mentalitatea colectivă a populației țărănești la mijlocul secolului al XVIII-lea din perspectiva religie-conștiință națională, urmărind fenomenul la nivelul intelectualității. Astfel, publică studiile Intelectualii români în Transilvania: conștiința națională și cea apuseană 1830-1848, Cultul național sacru: Intelectualii români și biserica din Transilvania. 1834-1869, Avram Iancu și revoluția europeană de la 1848. În aceste surse se poate observa raportul dintre conștiința națională română și cea europeană, procesul de desacralizare a vieții intelectuale și raportul dintre biserică și religie în istoriografia transilvăneană. De asemenea, Keith Hitchins și-a aplecat atenția și asupra raportului dintre ortodoxie-naționalitate plecând de la scrierea monografiei marelui ierarh Andrei Șaguna (Ortodoxy and Nationality: Andrei Șaguna and the Rumanians of Transylvania, 1846-1873). 
Keith Hitchins a părăsit lumea a cărei istorie a ales să o cerceteze la 1 noiembrie 2020, iar în semn de respect față de personalitatea sa, în anul 2021 a apărut volumul Keith Hitchins: The Historian's Honesty / Onestitatea istoricului, colecția Istorie contemporană, volumul este coordonat de Prof. univ. dr. Vasile Pușcaș, sub egida Institutului de Istorie „George Barițiu” al Academiei Române și a Fundației Transilvania Leaders la 90 de ani de la nașterea autorului (n. 2 aprilie 1931 - d. 1 noiembrie 2020). Volum distins cu premiul „David Prodan”, acordat de către Fundația Culturală „Magazin Istoric” și Banca Națională a României pentru anul 2021.

## Publicații
A întreprins, după 1960, călătorii documentare în România pentru a strânge materialele necesare redactării unor volume precum:
- The Rumanian National Movement in Transylvania, 1780–1849 (Harvard University Press, 1969)
- Orthodoxy and Nationality: Andreiu Șaguna and the Rumanians of Transylvania, 1846–1873 (Harvard University Press, 1977; ediția în limba română: Ortodoxie și naționalitate - Andrei Șaguna și românii din Transilvania, 1846-1873. București, Editura Univers Enciclopedic, 1995. ISBN 973-96989-1-3.)
- Studies on Romanian National Consciousness (Nagard, 1983)
- The Idea of Nation: The Romanians of Transylvania, 1691-1849 (Editura științifică și enciclopedică, 1985)
- A Nation Discovered: Romanian Intellectuals in Transylvania and the Idea of Nation, 1700–1848 (Editura Enciclopedică, 1999)
- A Nation Affirmed: The Romanian National Movement in Transylvania, 1860–1914 (Editura Enciclopedică, 1999; ediția în limba română: Afirmarea națiunii: Mișcarea națională românească din Transilvania, 1860–1914, Editura Enciclopedică, 2000)
- The Identity of Romania (Editura Enciclopedică, 2003)
- Ion Brătianu: Romania. The Peace Conferences of 1919–23 and Their Aftermath (Haus Publishing, 2011)
- A Concise History of Romania (Cambridge University Press, 2013; ediția în limba română: Scurtă istorie a României, Editura Polirom, 2015)

A mai scris și o istorie a României moderne în două volume, în țară volumele fiind publicate la Editura Humanitas.
- The Romanians, 1774–1866 (Oxford University Press, 1996; ediția în limba română: Românii, 1774–1866, Editura Humanitas, 1998, 2004, 2013),
- Rumania, 1866–1947 (Oxford University Press, 1994; ediția în limba română: România, 1866–1947, Editura Humanitas, 1996, 1998, 2004, 2013)

A pregătit o istorie a Europei de Sud-Est, 1354–1821 și o istorie a Balcanilor în secolul al XX-lea.

## Titluri
A fost membru de onoare al Academiei Române (din 1991) și doctor honoris causa al universităților din Cluj (1991), Sibiu (1993), Alba Iulia (2001), Târgu Mureș (2005), Timișoara (2008) și Iași (2008). În 2017 a fost decorat cu Ordinul național „Pentru Merit” în grad de Mare Ofițer.